# Ligne 4 du métro de Rio de Janeiro
La Ligne 4 du métro de Rio de Janeiro est l'une des trois lignes en service dans le réseau métropolitain de Rio de Janeiro. Elle relie Barra da Tijuca à Ipanema, en passant sous São Conrado et  Rocinha.

## Histoire
Le 20 mars 2010, le chantier de construction démarre à Barra da Tijuca.
La ligne 4 est inaugurée le 30 juillet 2016 par le président par intérim Michel Temer, le gouverneur Luiz Fernando Pezão (pt) et le maire de la ville Eduardo Paes. 
La ligne est initialement ouverte aux personnes ayant une place pour l'un des évènements des Jeux olympiques d'été de 2016, ainsi que les membres de la famille olympique. L'ouverture à l'ensemble de la population a lieu le 17 septembre suivant. 